# Filip Havelka
Filip Havelka (* 21. ledna 1998 Praha) je český profesionální fotbalista, který hraje na pozici ofensivního záložníka za český klub SK Dynamo České Budějovice.

## Klubová kariéra
Havelka je odchovancem akademie pražské Sparty. Když A-tým krátkou dobu vedl trenér David Holoubek, dával velkou šanci juniorům, mezi nimi i Havelkovi. V dresu Sparty debutoval 12. října 2016 v poháru proti Českým Budějovicím, kdy odehrál celých 90 minut. Ligový debut odehrál 16. října proti Jihlavě. V listopadu 2016 debutoval v Evropské lize v utkání pátého kola základních skupin proti Southamptonu. Pro sezonu 2017/18 byl poslán na hostování do Liberce. Za Liberec odehrál 11 utkání a v utkání proti Mladé Boleslavi ze dne 19. srpna 2017 vstřelil svůj premiérový prvoligový gól. V létě 2018 odešel na dvouleté hostování do Českých Budějovic.
Později oblékal dresy týmů FK Dukla Praha a FK Teplice, něž na začátku roku 2025 odešel do týmu SK Dynamo České Budějovice.